# Centri della Calzatura/2009
Deze pagina geeft een overzicht van de Centri della Calzatura-wielerploeg in 2009.

## Algemeen
Algemeen manager: Primo Franchini
Ploegleiders: Primo Franchini, Andrea Peschi
Fietsmerk: Somec

## Renners
| Naam                          | Geboortedatum | Nationaliteit | Ploeg 2008                         |
| ----------------------------- | ------------- | ------------- | ---------------------------------- |
| Daniele Callegarin            | 21-09-1982    | Italië        |                                    |
| Gianluca Coletta (tot 30-6)   | 05-09-1981    | Italië        | geen                               |
| Davide D'Angelo               | 20-08-1982    | Italië        | P-Nívó Betonexpressz-2000 Corratec |
| Žolt Der                      | 25-03-1983    | Servië        |                                    |
| Daniele Di Nucci              | 22-05-1981    | Italië        | geen                               |
| Luca Fioretti                 | 06-03-1984    | Italië        | Neo                                |
| Esad Hasanović                | 24-01-1985    | Servië        |                                    |
| Artur Król                    | 27-06-1983    | Polen         |                                    |
| Domenico Loria                | 03-01-1981    | Italië        | Katay                              |
| Eugenio Loria                 | 03-01-1981    | Italië        | P-Nívó Betonexpressz-2000 Corratec |
| Giuseppe Muraglia (vanaf 1-7) | 03-08-1979    | Italië        | geen                               |
| Dimitri Nikandrov             | 25-05-1979    | Rusland       |                                    |
| Miguel Ángel Rubiano          | 03-10-1984    | Colombia      |                                    |
| Jaoeheni Sobal (vanaf 1-3)    | 07-04-1981    | Wit-Rusland   | Tinkoff Credit Systems             |
| Davide Torosantucci           | 03-11-1981    | Italië        | Katay                              |
| Alain van der Velde           | 20-10-1985    | Nederland     | A-Style Somn                       |
| Luca Zanasca                  | 23-08-1983    | Italië        |                                    |

## Overwinningen
Nationale kampioenschappen
Servië, tijdrit: Žolt Der
GP Industria & Artigianato-Larciano
Winnaar: Daniele Callegarin
Szlakiem Grodów Piastowskich
1e etappe: Daniele Callegarin
Ronde van Servië
2e etappe: Jaoeheni Sobal
Eindklassement: Davide Torosantucci
Koers van de Olympische Solidariteit
3e etappe: Artur Król
Eindklassement: Artur Król
Grote Wielerprijs van Gemenc
Eindklassement: Žolt Der
Ronde van León
5e etappe: Luca Zanasca
2008 · 2009 · 2010 · 2011 · 2012 · 2013 · 2014 · 2015 · 2016